# Campanula sivasica
Campanula sivasica är en klockväxtart som beskrevs av Kit Tan och B.Yildiz. Campanula sivasica ingår i släktet blåklockor, och familjen klockväxter.
Artens utbredningsområde är Turkiet. Inga underarter finns listade i Catalogue of Life.